# جو پری (موسیقی‌دان)
 جو پری (انگلیسی: Joe Perry؛ زادهٔ ۱۰ سپتامبر ۱۹۵۰) موسیقی‌دان اهل ایالات متحده آمریکا است. وی از سال ۱۹۷۰ میلادی تاکنون مشغول فعالیت بوده‌است.